# Imtron
Imtron ist ein Großhandelsunternehmen für Elektrogeräte. Das Unternehmen ist über die Media-Saturn-Holding GmbH eine Tochter von Ceconomy.
Innerhalb des Media-Saturn-Konzerns importiert Imtron Elektrogeräte der Eigenmarken ok. (Haushaltsgroß- und kleingeräte), KOENIC (Haushaltsgroß- und kleingeräte), PEAQ (Unterhaltungselektronik), ISY (Elektronische Lifestyle-Produkte) und Technostar (E-Scooter) und beliefert konzernintern die Einzelhandelsgeschäfte von Media Markt und Saturn. Imtron hat seinen Sitz in Ingolstadt und besitzt einen weiteren Standort in Hongkong.